# Dukkefilm
Dukkefilm er film, hvor rollerne spilles af dukker. Dukkerne kan fx være marionetdukker styret af snore, som i den danske film Strings (2004), eller stop-motion-dukker animeret et billede ad gangen, som i den amerikanske film The Nightmare Before Christmas (1993).